# Gleboryjec pospolity
Gleboryjec pospolity (Atractaspis bibronii) – gatunek jadowitego węża z rodziny gleboryjcowatych (Atractaspididae).
Przez niektórych wyróżniane są 2 podgatunki:
- Atractaspis bibronii bibronii Smith, 1849
- Atractaspis bibronii rostrata Günther, 1868

Niektórzy autorzy podnoszą takson rostrata do rangi osobnego gatunku.
Osobniki tego gatunku osiągają rozmiary od 40 do 50 centymetrów. Najdłuższa zanotowana samica mierzyła 61 centymetrów, samiec 65 centymetrów. Ciało w kolorze od purpurowo-brązowego do czarnego. Samica składa do 7 jaj pod koniec lata, młode węże po wykluciu się mierzą około 15 centymetrów.
Węże te zamieszkują tereny południowej połowy Afryki – od skrajnie południowej Somalii, Kenii, Tanzanii, Rwandy, Demokratycznej Republiki Konga i Angoli na południe po RPA.